# IJsbeer
De ijsbeer of poolbeer (Ursus maritimus, synoniem: Thalarctos maritimus) is een grote geelwitte beer, die langer en groter is dan de andere beren (Ursidae). De ijsbeer komt enkel voor in en rond het noordpoolgebied. Hij is het meest vleesetend van alle beren, en leeft vooral van zeehonden.

## Afkomst
De ijsbeer is een soort waarvan wordt gedacht dat hij tijdens het Pleistoceen, zo'n 2 miljoen tot 400.000 jaar geleden, ontstaan is, mogelijk uit Siberische populaties van de bruine beer. Onderzoek uit 2011 op mitochondriaal DNA (mtDNA) leek te wijzen op afstamming vanuit een Ierse populatie van de bruine beer. Onderzoek uit 2012, deze keer op nucleair DNA (DNA uit de celkern), wees echter op een eerdere afsplitsing van zijn soortgenoten: circa 600.000 jaar geleden. De onderzoekers stellen dat de eerdere conclusie op basis van het mtDNA bijvoorbeeld aan hybridisatie met bruine beren te wijten kan zijn. Doordat er toen door het warme klimaat minder ijsberen waren, konden de gevolgen van hybridisatie groot worden en zo uiteindelijk het oorspronkelijke ijsbeer-mtDNA vervangen.

## Beschrijving
De ijsbeer is zeer groot en krachtig. Mannetjes worden 2,3 tot 2,6 meter lang en wegen 300 tot 800 kilogram. Vrouwtjes zijn kleiner dan de mannetjes en worden 1,8 tot 2 meter lang en 150 tot 300 kilogram zwaar. De ijsbeer heeft een lange nek en een grote neus. Onder de vacht is de huid zwart, wat te zien is op de naakte delen zoals de neus en de lippen. De haren van de vacht zijn niet wit, maar doorzichtig en hol. De kleur van de vacht is, afhankelijk van de tijd van het jaar, lichtval en de hoeveelheid vuil in de vacht, gelig wit tot vuil grijs. Hij is waterafstotend en houdt de warmte van de zon vast. Daarnaast heeft de ijsbeer een dikke onderhuidse vetlaag, waarmee hij warmte vasthoudt.
De ijsbeer heeft vliezen tussen zijn tenen, waardoor hij beter kan zwemmen. Zijn achterpoten gebruikt hij als een soort roer om mee te sturen. IJsberen hebben een kleine staart, ongeveer acht tot tien centimeter lang.
De tanden van een ijsbeer groeien elk jaar een beetje. Via de tanden kan men bepalen hoe oud een ijsbeer is. IJsberen worden zelden ouder dan 25 jaar. De oudste wilde beer waarvan de leeftijd bekend was, stierf op een leeftijd van 32 jaar, terwijl het oudste exemplaar in gevangenschap overleed op een leeftijd van 43 jaar.

## Voortplanting
De paringstijd is van maart tot juni, met een piek in april. De ijsbeer kent een verlengde draagtijd, en het embryo komt waarschijnlijk pas in oktober of november in ontwikkeling. De dracht duurt daardoor 200 tot 250 dagen (7 tot 8 maanden). Er zijn meestal 2 jongen, die in december of januari in een sneeuwhol worden geboren. Een enkele keer worden één tot vier welpen geboren. Bij de geboorte zijn de jongen ongeveer 600 gram zwaar en 25 centimeter lang. De oogjes zitten dicht en de diertjes zijn bedekt met dun haar.
Een drachtig vrouwtje brengt de winter door in een sneeuwhol dat zij zelf heeft gegraven. Het hol wordt gegraven in een sneeuwheuvel, op plaatsen waar de sneeuw hard en stevig is. Na een tunnel bevindt zich de kraamkamer. Soms bevinden zich meerdere kamers in een hol, maar meestal slechts eentje, waarin het ijsbeervrouwtje overwintert. Het hol bevindt zich over het algemeen op het vasteland, aan de kust, maar soms wordt het gegraven op het pakijs.
De jongen verlaten het hol voor het eerst in maart of april, als ze ongeveer drie maanden oud zijn. Ze wegen dan ongeveer negen tot elf kilogram. Alleen het vrouwtje zorgt voor het jong. Mannetjesberen worden gemeden, aangezien deze de welpen kunnen doden. De moedermelk is rijk aan vetten en energie.
De jongen worden 1-3 jaar gezoogd en worden na 24 tot 28 maanden onafhankelijk. Na drie tot zes jaar zijn ze geslachtsrijp. Vrouwtjes zijn volgroeid als ze vijf à zes jaar oud zijn, mannetjes pas na acht tot tien jaar.

## Gedrag
IJsberen leven meestal alleen en zijn zowel overdag als 's nachts actief. Ook in de lange, donkere winter zijn ze actief. Drachtige vrouwtjes houden dan echter een winterslaap. De ijsbeer is een bijzonder goede zwemmer die vele kilometers van de kust aangetroffen kan worden. De naam Ursus maritimus betekent dan ook "zeebeer". In het water kunnen ze snelheden van drie tot vier kilometer per uur behalen. Ze kunnen slechts korte tijd onder water blijven; de langst gemeten tijd staat op 3 minuten en 10 seconden. Toch jaagt hij ook te land en is daar bijzonder snel. Ze kunnen tot twintig kilometer per dag afleggen, en trekken mee met de grens van het pakijs, die 's zomers noordelijker ligt dan 's winters.

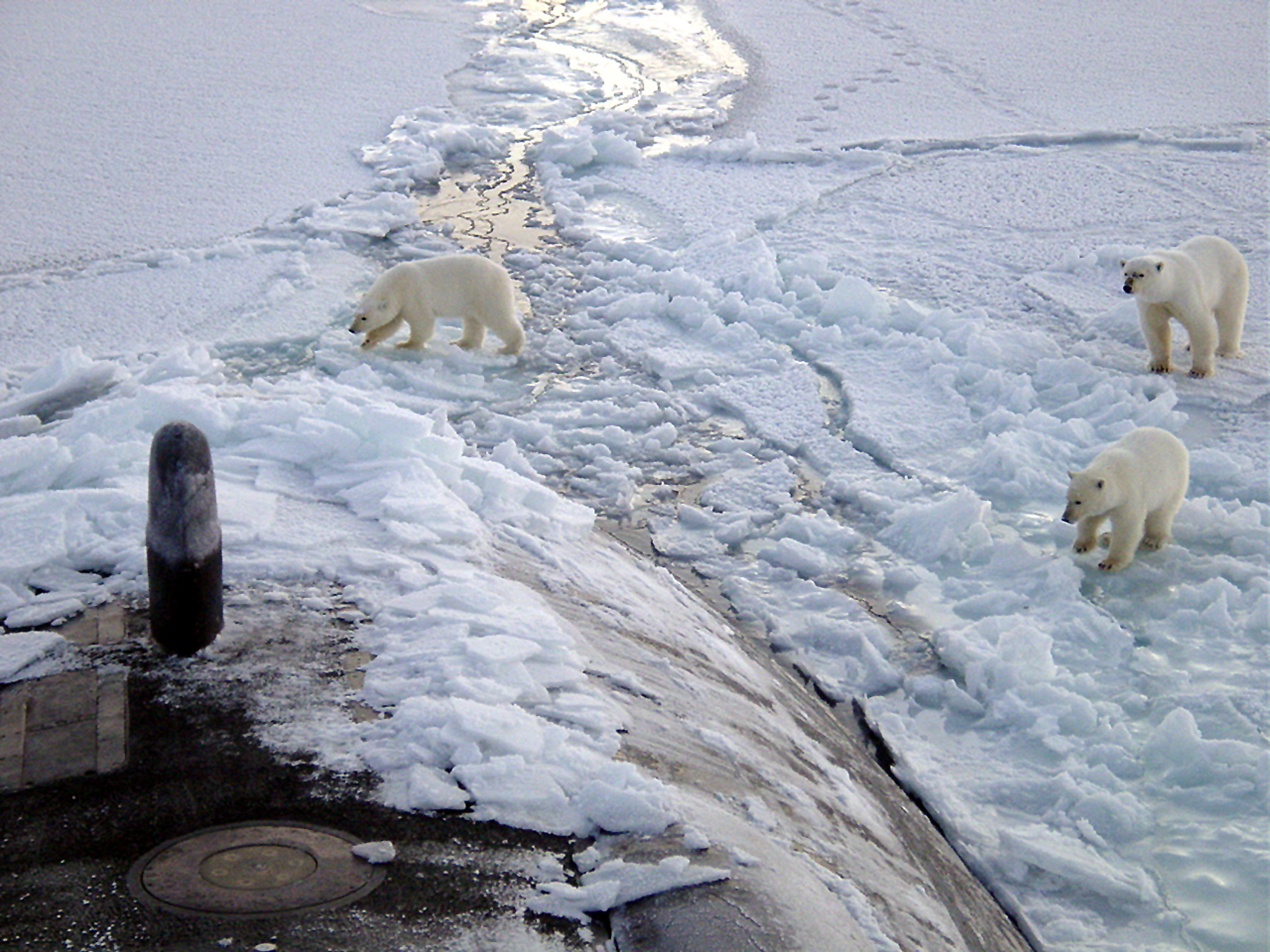
Drie ijsberen bij een onderzeeër

IJsberen leven solitair. Soms komen ze in groepen voor, en zijn dan vrij tolerant tegenover elkaar. Groepsvorming komt vooral voor op plaatsen waar bijzonder veel voedsel voorhanden is, als vuilnisbelten en karkassen van gestrande walvissen. Mannetjes zijn agressief tegenover elkaar in de paartijd. Ook doden mannetjes weleens berenwelpjes en andere beren.
Bij slecht weer graven veel ijsberen een tijdelijk hol (voornamelijk moeders met jongen), maar ze drukken zich ook vaak tegen de grond, waarbij de vallende sneeuw de beer bedekt.
De ijsbeer leeft van zeehonden. Vooral de ringelrob is geliefd, maar ook andere soorten, als baardrob, en in mindere mate zadelrob en klapmuts, worden gedood. Ook aas, walrussen, kleinere walvissen als beloega's en narwallen, vis, sneeuwhaas, lemmingen, zeevogels, eieren, rendier en muskusos worden soms gegrepen. In de zomer trekken enkele ijsberen naar land, waar ze ook plantaardig voedsel als bessen en grassen eten, evenals menselijk afval.
Hij maakt gebruikt van zijn grote klauwen en zijn goed ontwikkelde reukzin om zijn prooi te vinden en te doden. De witte vacht dient daarbij als camouflage. Op zeehonden jaagt hij door te wachten bij ademgaten, maar ook worden ze gedood in holen (ringelrobben werpen hun jong in een sneeuwhol), in het water en op het ijs, waarop de zeehonden rusten. Hij vangt kleinere walvissen door in hun spuitgat te bijten en krabben. Hierdoor kan de prooi niet meer ademhalen en kan de ijsbeer het dier op het ijs trekken en op eten.
De ijsbeer heeft een circumpolair verspreidingsgebied. Op Groenland komt de soort zowel op de oost- als op de westkust voor. Op het Europese vasteland komt de ijsbeer niet in het wild voor, maar in het noorden van IJsland worden regelmatig verdwaalde ijsberen waargenomen. Een groot gedeelte van het jaar is de beer te vinden op het drijfijs.

## Bedreiging

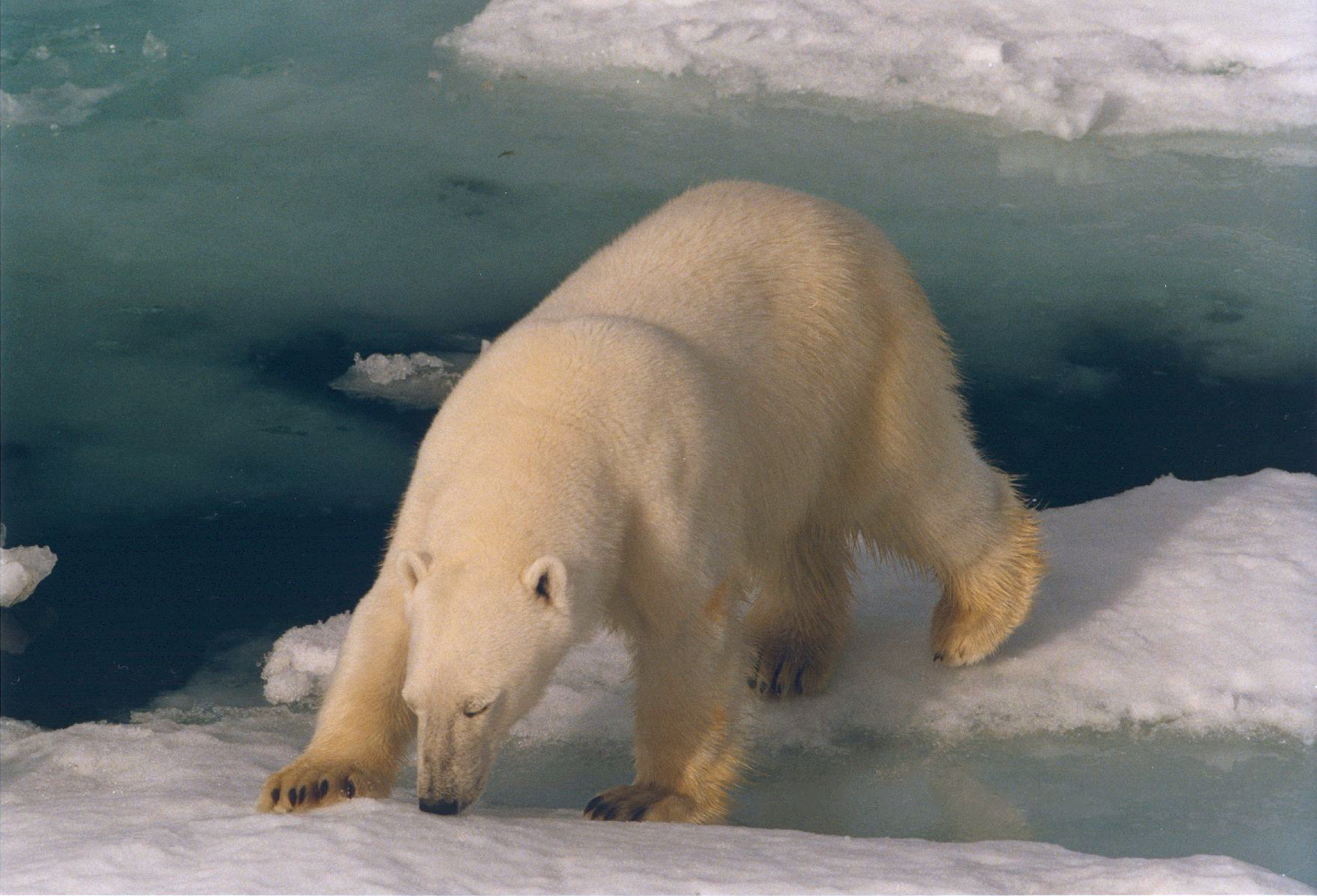
IJsbeer op Spitsbergen

De ijsbeer heeft geen andere natuurlijke vijanden dan de mens. De traditionele jacht door poolvolkeren als de Eskimo's bracht tot ver in de 20e eeuw de populatie niet in gevaar. Er is echter in de bergen van Oost-Groenland gebleken dat de niveaus van door de mens in het milieu gebrachte stoffen zoals pcb en DDT erg hoog is. Op Spitsbergen is de concentratie zelfs zo hoog dat er gevreesd wordt voor het voortbestaan van de soort omdat de voortplantingsorganen en het immuunsysteem erdoor aangetast worden.
Ook de afname van het zee-ijs rond de noordpool is een bedreiging voor het voortbestaan van de soort, omdat vooral op en rond het ijs op zeehonden wordt gejaagd.
Op 15 november 1973 sloten de Verenigde Staten, Canada, de Sovjet-Unie, Noorwegen en Denemarken (Groenland) een verdrag tot bescherming van de ijsbeer. De jacht op het dier werd verboden, met uitzondering van de traditionele jacht met traditionele middelen (art. 3). Ook de handel in ijsbeerbont werd aan banden gelegd.
Sinds mei 2006 staat de ijsbeer als "kwetsbaar" (vulnerable) op de Rode Lijst van de IUCN, omdat verwacht wordt dat door de gestage afname van drijfijs in de zomer door het versterkte broeikaseffect, dat de opwarming van de aarde als gevolg heeft, de populatie de komende 45 jaar met minstens dertig procent zal dalen. Het dier wordt vaak als symbool gebruikt in acties rond de opwarming. Het poolijs ontstaat steeds later en smelt steeds vroeger, waardoor het dier niet genoeg tijd kan hebben om op het ijs te jagen en er zijn jaarlijkse vetreserves aan te leggen. Sommige ijsberen lijken zich echter aan te passen aan de nieuwe situatie door op ander voedsel over te schakelen.
Overigens werd de ijsbeer ook in veel oudere Rode Lijsten (tot 1994) als "kwetsbaar" beschouwd. Daarna werd de status "van bescherming afhankelijk" (LR/CD) gegeven voor deze soort. Op 27 december 2006 stelt de Amerikaanse regering voor om de ijsbeer als bedreigde diersoort te beschouwen. Er zouden er nog ongeveer 20.000 - 25.000 leven op de hele wereld, waarvan 2.200 in Alaska.
Jaarlijks wordt op 27 februari de Internationale dag van de ijsbeer georganiseerd om aandacht te vragen voor bescherming van de ijsbeer.

## Andere betekenissen
- Van het gedrag van sommige dieren in gevangenschap (de dierentuin) is de uitdrukking ijsberen afgeleid. Door verveling en het ontbreken van normale prikkels vervallen veel dieren, dus niet alleen de ijsbeer, in de gewoonte om steeds maar weer dezelfde bewegingen te maken of dezelfde rondjes te lopen.
- Leden van zwemclubs, die in de winter (in ijskoud water) buiten zwemmen (winterzwemmen), noemt men ook ijsberen.[13]

## Video
- Duikende ijsbeer in Zoo am Meer

## Afbeeldingen

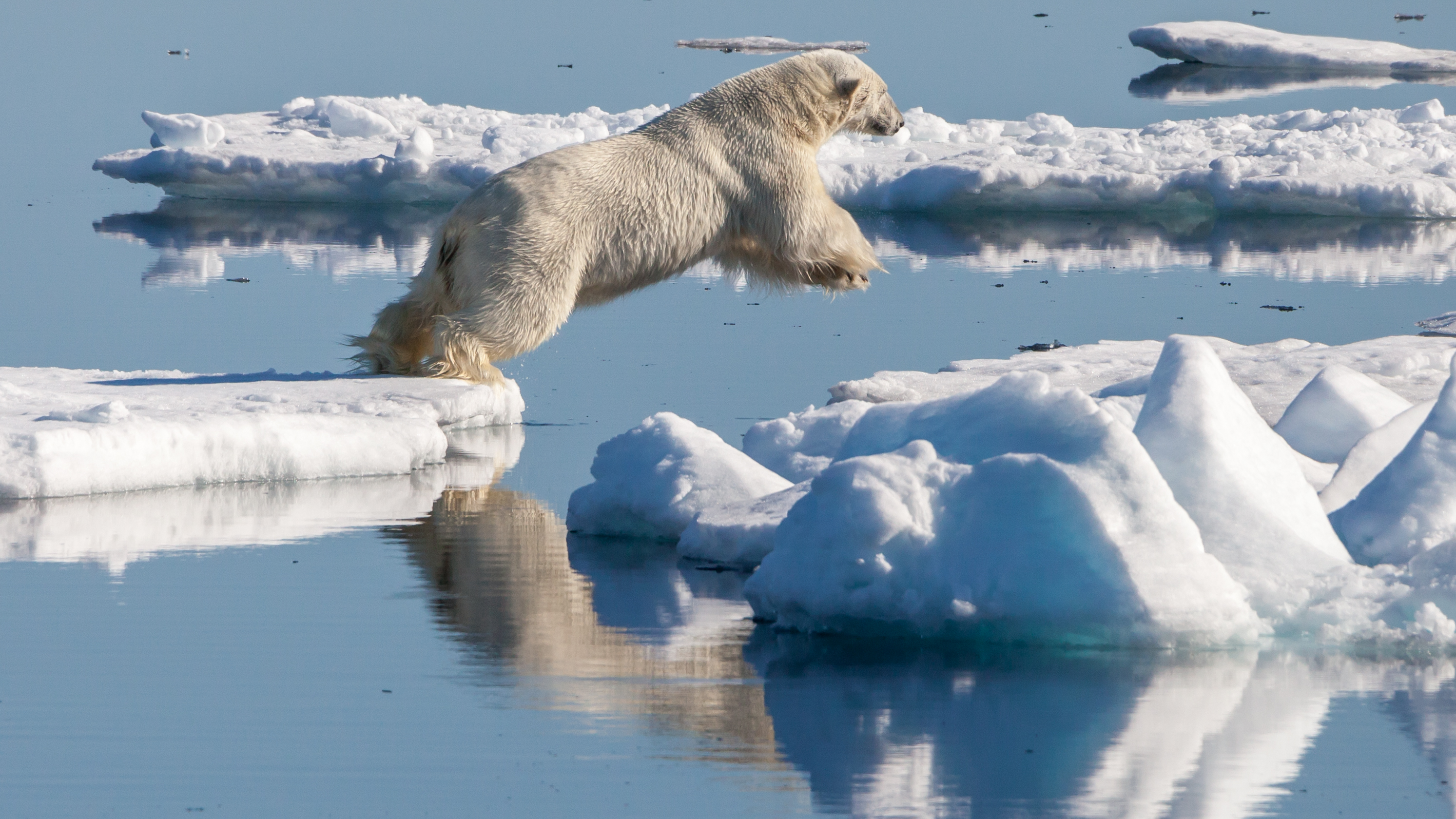
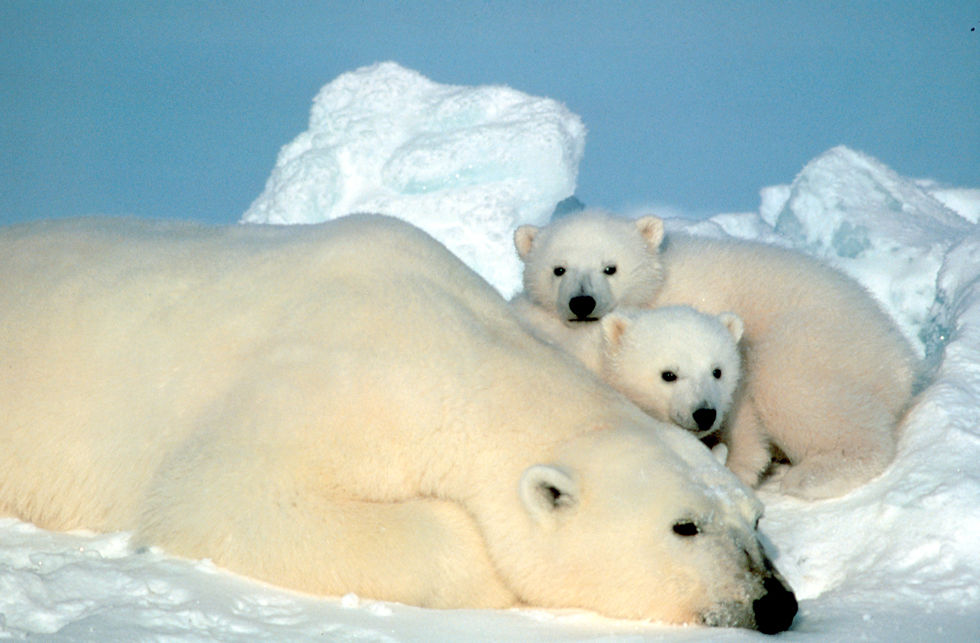
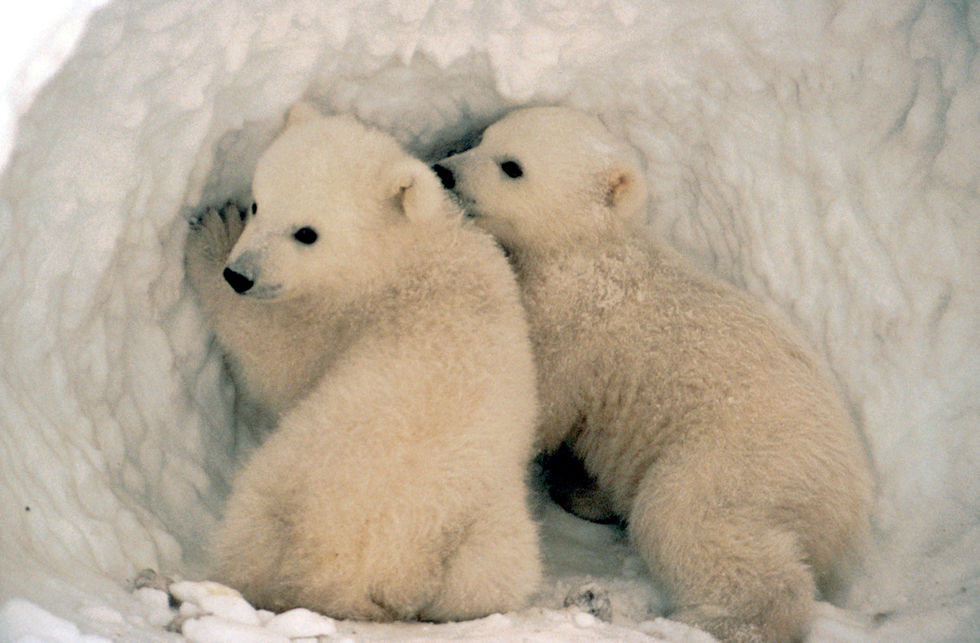
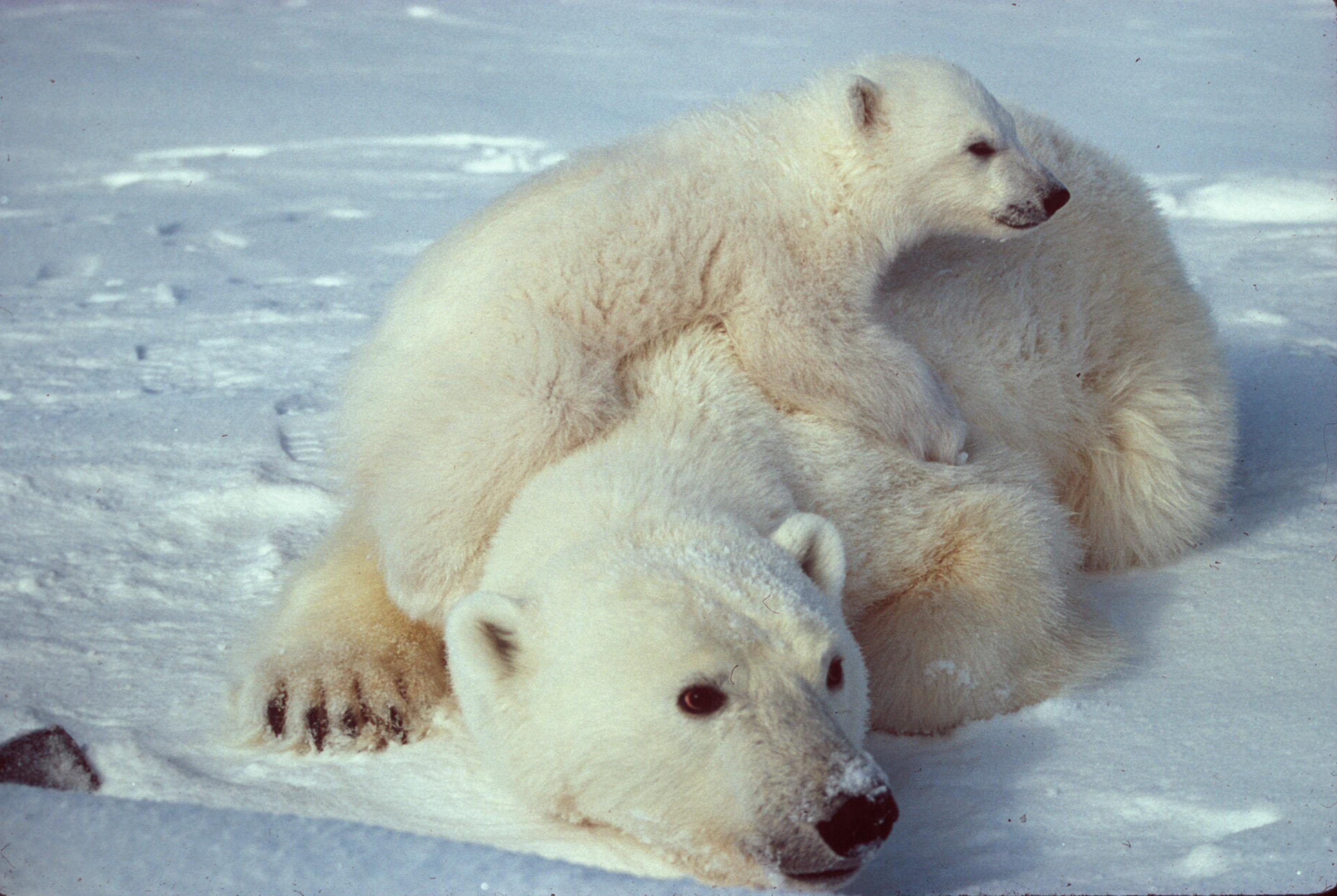
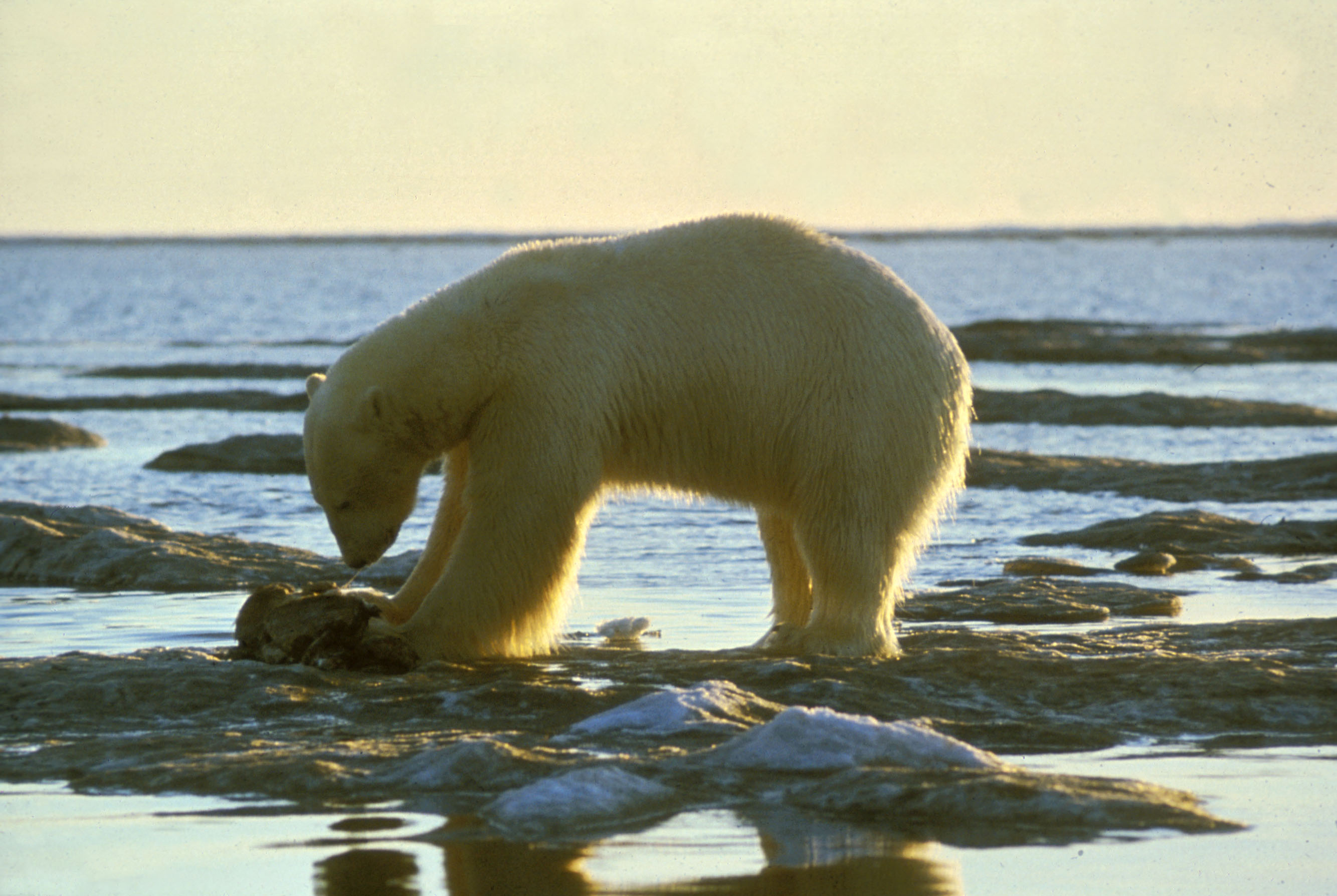